# Aurimar Rocha
José Aurimar Cunha da Rocha (Rio de Janeiro, 11 de março de 1933 - Rio de Janeiro, 16 de maio de 1979), foi um ator, autor, roteirista, produtor e diretor brasileiro.

## Biografia
Natural da Vila Isabel, estreou nos palcos ainda na década de 1950 e foi autor, ator, produtor, diretor e dono de teatro no Rio de Janeiro. Desde 1968 ele comandava o Teatro de Bolso Aurimar Rocha, localizado no Leblon, primeiramente Praça General Osório e depois na Ataufo de Paiva nº 269, onde atualmente é o Teatro Café Pequeno.
No cinema ele participou dos filmes "Divórcio à Brasileira"; "Café na Cama" e "Ana, a Libertina". Na TV participou de apenas duas novelas: "Uma Rosa com Amor" e "O Feijão e o Sonho", ambas na TV Globo.
Após se separar, morou seis anos com a atriz Vera Brito, que esteve ao seu lado até os últimos dias,  teve um único filho homem, Vinicius Brito Rocha. Ele faleceu vítima de um câncer no fígado.